# 泉佐野市立文化会館
泉佐野市立文化会館（いずみさのしりつぶんかかいかん）は大阪府泉佐野市にある多目的ホール、コンサートホール。愛称は「泉の森ホール」。市立中央図書館、歴史館いずみさの、市立生涯学習センターと同一敷地にあり、4施設全体で「泉佐野市総合文化センター」とされている。

## 概要
泉佐野市が、市民に芸術性の高い文化に触れる機会を提供し、市民自らが文化活動を展開することによって、文化の創造及び振興を図ることを目的として設置した。1996年（平成8年）5月18日に開館。開港したばかりの関西国際空港の対岸という立地ということもあり、国内初の昇降型音響反射装置が導入されるなど、当時としては最新で音響装置を備えた本格的なコンサートホールとして整備された。
建設総事業費は約210億円だが、このうち約178億円が起債・貸付金であり、後年の市財政悪化の一因となったという批判もあった。市が財政健全化団体と転落したなかで、高額な運営経費の削減のため、完全閉館や売却が検討されたこともあったが、一時的な週2回の閉館や運営の見直しを経ながらも引き続き運営されており、市民の文化活動の中心的存在となっている。
もともとの愛称である「泉の森ホール」の名称は、1994年（平成6年）に全国からの一般公募（応募総数1544点）から選定されたものであったが、ネーミングライツの採用により、2013年（平成25年）4月より5年間は愛称「エブノ泉の森ホール」となり、更に5年間延長されている 。なお「泉佐野市総合文化センター」の他3施設と文化会館前の広場は、同様にネーミングライツで2014年（平成26年）4月から「レイクアルスタープラザ・カワサキ 歴史館いずみさの」等の愛称になっている。

## 施設概要
- 大ホール（1,376席） - 多目的ホール。迫り型音響反射板とオーケストラピットを備えたプロセニアム形式のステージあり。楽屋6室、シャワー室2室等併設。
- 小ホール（457席） - コンサートホール。電動音響調整用タペストリーによるワンボックス型。楽屋4室、シャワー室2室等併設。
- マルチスペース（211m2） - 定員200人
- レセプションホール（321m2）
- 練習室（大） - 調整室（レコーディングルーム）併設
- 練習室（小）
- 講師控室
- 会議室（大、中、小、特別）
- 和室、茶室
- レストラン

## 利用案内
- 開館時間 - 9:00 〜 22:00（駐車場は8:00〜22:30）
- 休館日 - 毎週月曜日（休祝日は翌日に振替休館）、12月29日から翌年の1月3日まで

## アクセス
- 電車でのアクセス
  - 南海本線 泉佐野駅下車、徒歩20分もしくは南海ウイングバス「泉佐野市役所前」バス停下車徒歩約5分
  - JR阪和線熊取駅下車、徒歩20分もしくは南海ウイングバス「泉佐野市役所前」バス停下車徒歩約5分
- 車でのアクセス
  - 阪和自動車道　泉佐野IC　→　国道26号「泉佐野市役所前交差点」を右折。
  - 阪神高速4号湾岸線　泉佐野北IC　→　国道26号「泉佐野市役所前交差点」を右折。
- 地下駐車場231台（有料）、屋外駐車場67台）、無料駐輪場あり。
- その他
  - いずみさのコミュニティバス中回り「総合文化センター」バス停下車徒歩2分